# 高梁市立高梁東中学校
高梁市立高梁東中学校は岡山県高梁市津川町今津（いまづ）にある公立中学校。

## 沿革
1996年に高梁市立津川中学校と高梁市立巨瀬中学校を統合し新設。

## 学区
高梁市津川町内と高梁市高倉町肉谷地域と高梁市巨瀬町である。津川町内と高倉町肉谷地域は基本的に自転車通学。巨瀬町内はバス通学。